# Abdon Batista
Abdon Batista är en kommun i Brasilien.   Den ligger i delstaten Santa Catarina, i den södra delen av landet, 1 400 km söder om huvudstaden Brasília. Antalet invånare är 2 653. Arean är 236 kvadratkilometer.
Terrängen i Abdon Batista är lite kuperad.
I omgivningarna runt Abdon Batista växer huvudsakligen savannskog. Runt Abdon Batista är det glesbefolkat, med 9 invånare per kvadratkilometer.